# Apodanthera ulei
Apodanthera ulei är en gurkväxtart som först beskrevs av Célestin Alfred Cogniaux, och fick sitt nu gällande namn av Mart. Crov. Apodanthera ulei ingår i släktet Apodanthera och familjen gurkväxter. Inga underarter finns listade i Catalogue of Life.